# Bilzbad
Das Bilzbad (auch Bilz-Bad geschrieben) ist ein noch genutztes Freibad im Stadtteil Kötzschenbroda Oberort der sächsischen Stadt Radebeul, im Meiereiweg 108. Der Naturheilkundler Friedrich Eduard Bilz eröffnete dieses „Licht-Luft-Bad“ 1905 im Glauben an die positive gesundheitliche Wirkung des Aufenthalts im Freien; sein Sohn Willy Johannes Bilz leitete es im Rahmen des Unternehmenskonglomerats Bilz.

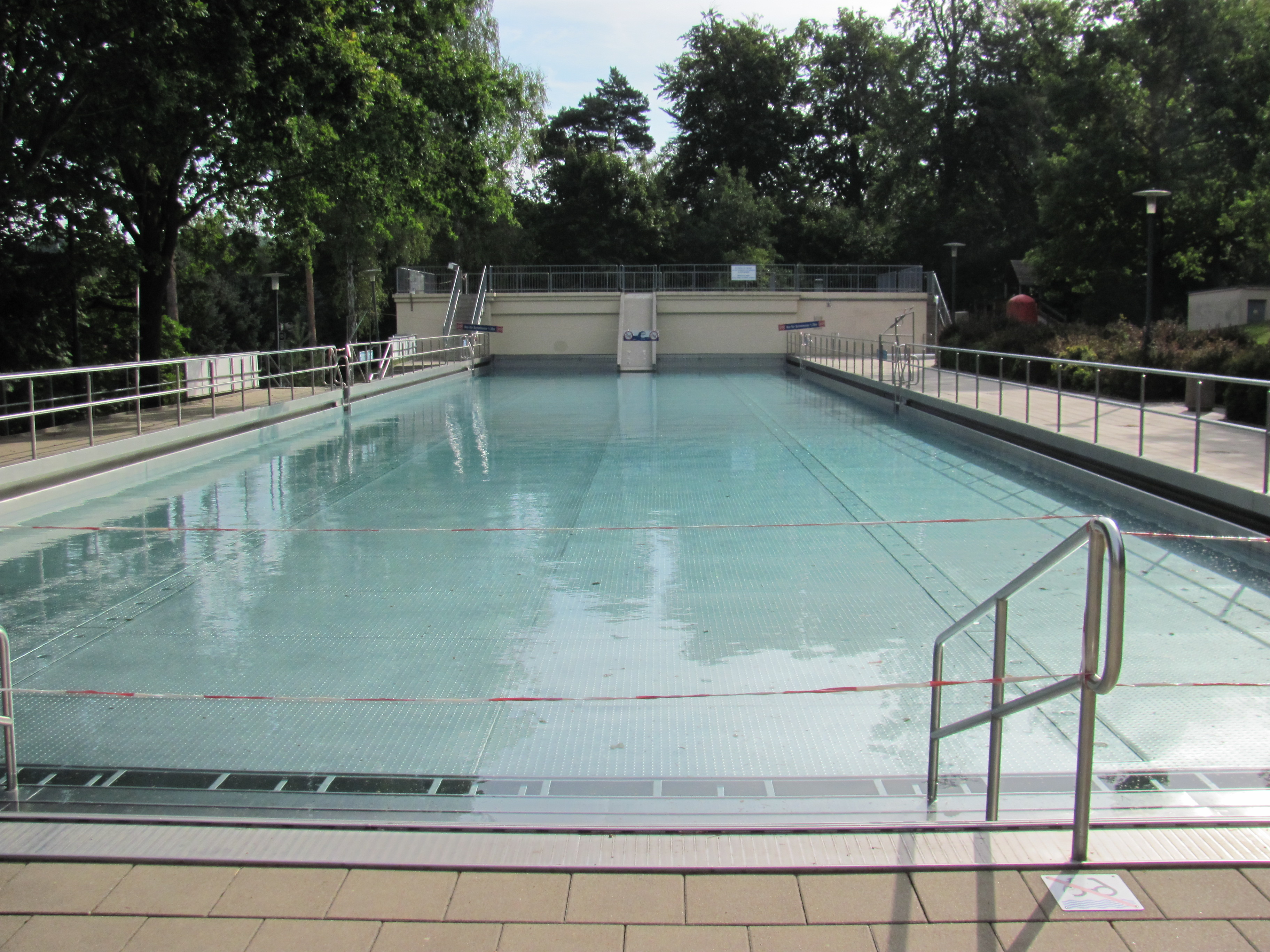
Wellenbad nach Feierabend

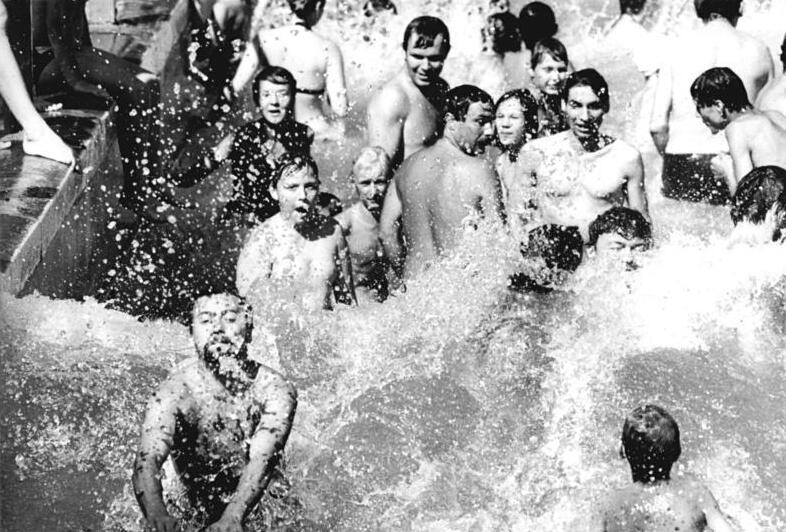
Badende bei Wellengang, 1986

Das Freibad liegt knapp oberhalb des Lößnitzgrunds in der Nähe der Haltepunkts Lößnitzgrund der Lößnitzgrundbahn. Die 1912 eingebaute, heute unter Denkmalschutz stehende  Wellenmaschine Marke Undosa (lat. unda – die Welle; undosa – die Wellenreiche) ist als älteste Wellenmaschine ihrer Bauart „singulär“ und, obwohl Technisches Denkmal, noch heute in Betrieb. Das damit wohl älteste noch betriebene Wellenbad der Welt, das noch originalgetreu arbeitet, konnte im Jahr 2012 auf ein hundertjähriges Bestehen zurückblicken.

## Denkmalschutz
Bereits ab 1979 war das Bilz-Bad (Undosa-Wellenbad) ein Denkmal der Architektur in Radebeul. Heute stehen zwei Objekte als Einzeldenkmale unter Schutz: das ehemalige östliche Eingangsgebäude direkt am Meiereiweg, in dem sich die museale Ausstellung befindet, sowie das auch Undosa-Wellenbad genannte Freibad mit der auch heute noch regelmäßig genutzten Wellenmaschine.

### Östliches Eingangsgebäude

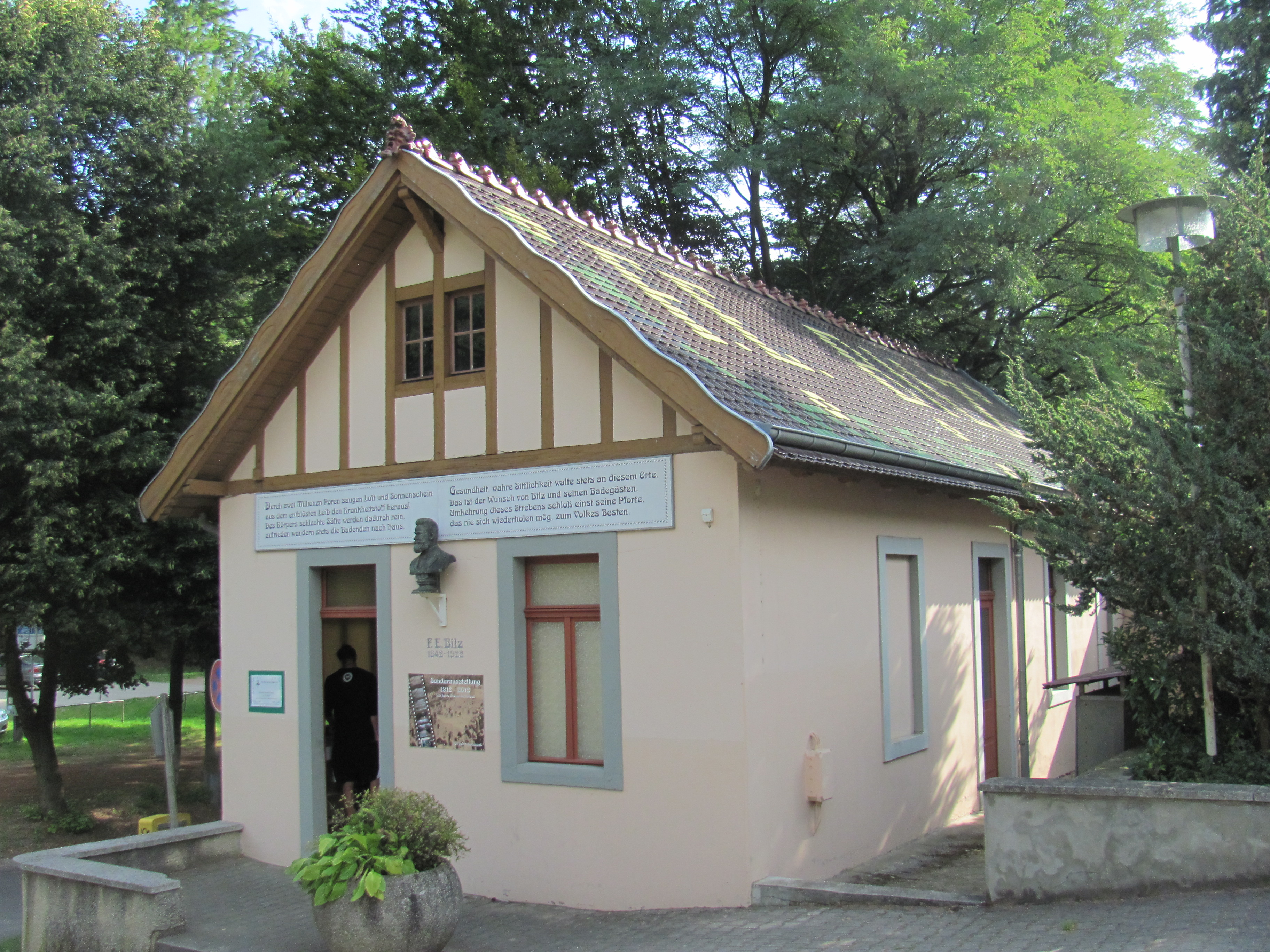
Östliches Eingangsgebäude mit Dachbeschriftung „F.E. BILZ“

Das ehemalige östliche der zwei Eingangsgebäude mit „Fachwerk und Bilz-Büste“ steht ebenfalls unter Denkmalschutz. Seit der Instandsetzung zeigt das Bilzmuseum Exponate zu Bilz und seinem Licht-Luft-Bad. Das Museum und das im ehemaligen Wirtschaftsgebäude des Bilz-Bads befindliche Restaurant sind ohne Eintritt ins Bad für die Öffentlichkeit zugänglich.

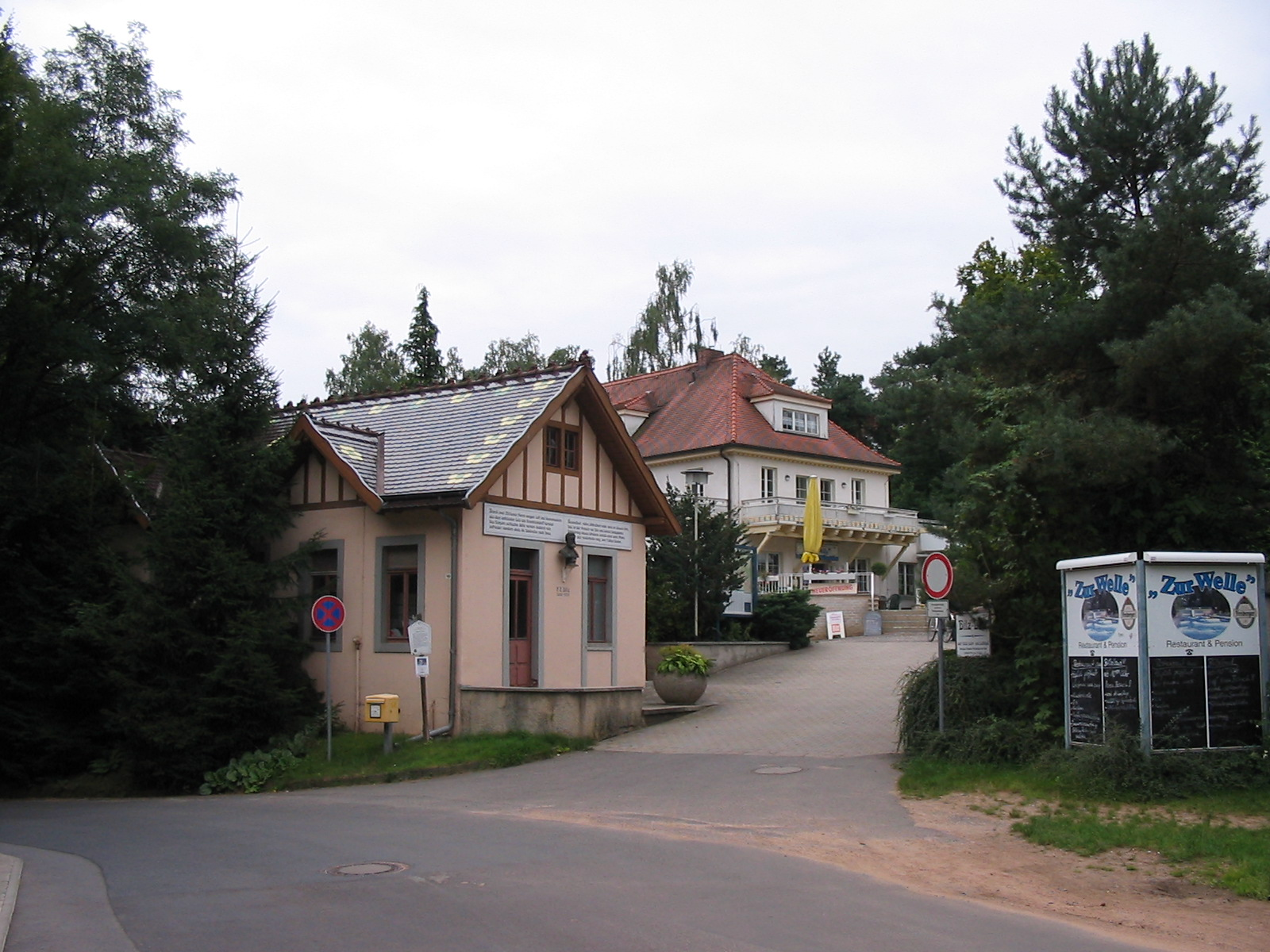
Östliches Eingangsgebäude, heute Museum. Dahinter das Wirtschaftsgebäude mit Restaurant
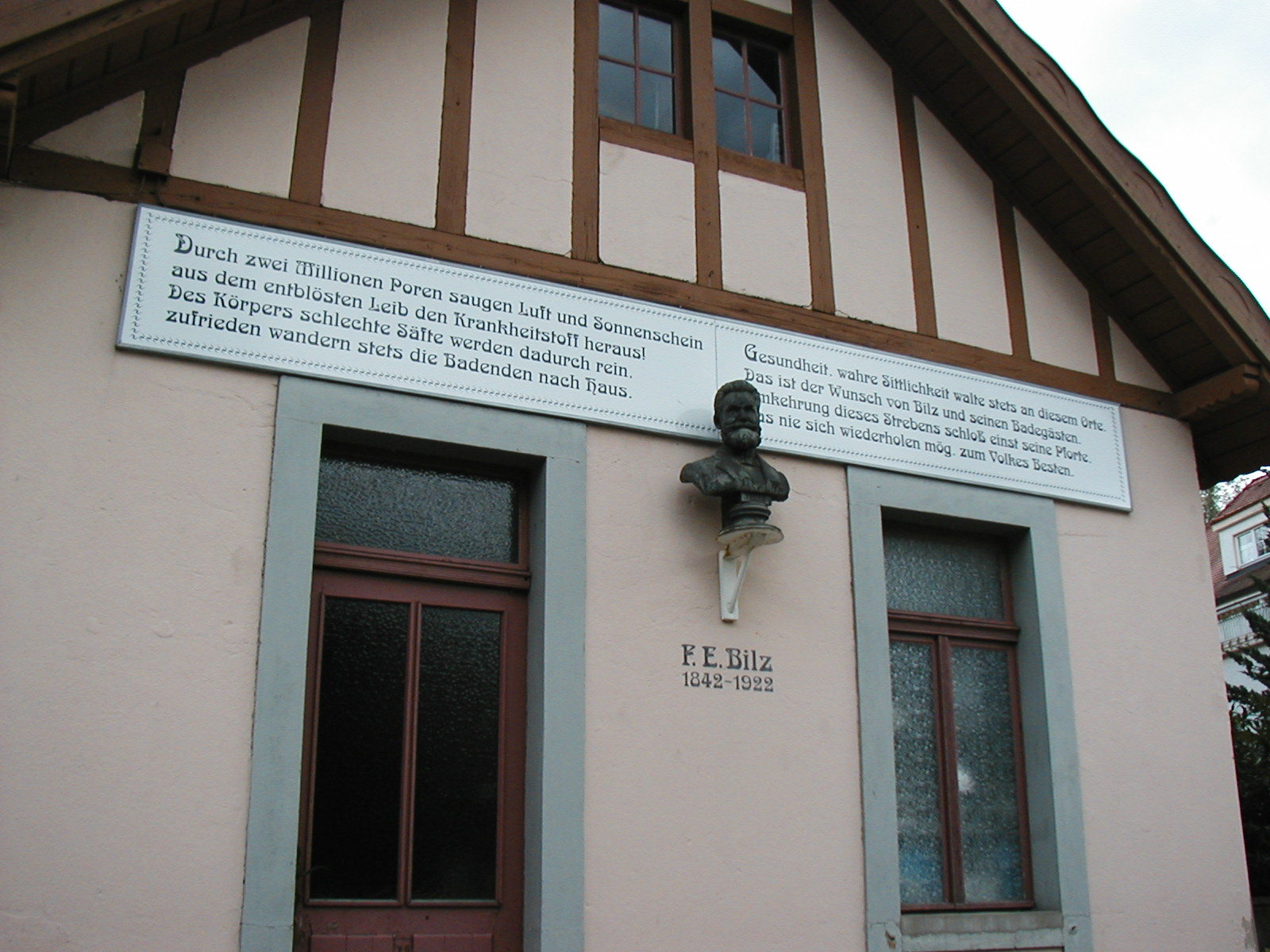
Bilz-Büste mit Wahlspruch am Bilz-Museum
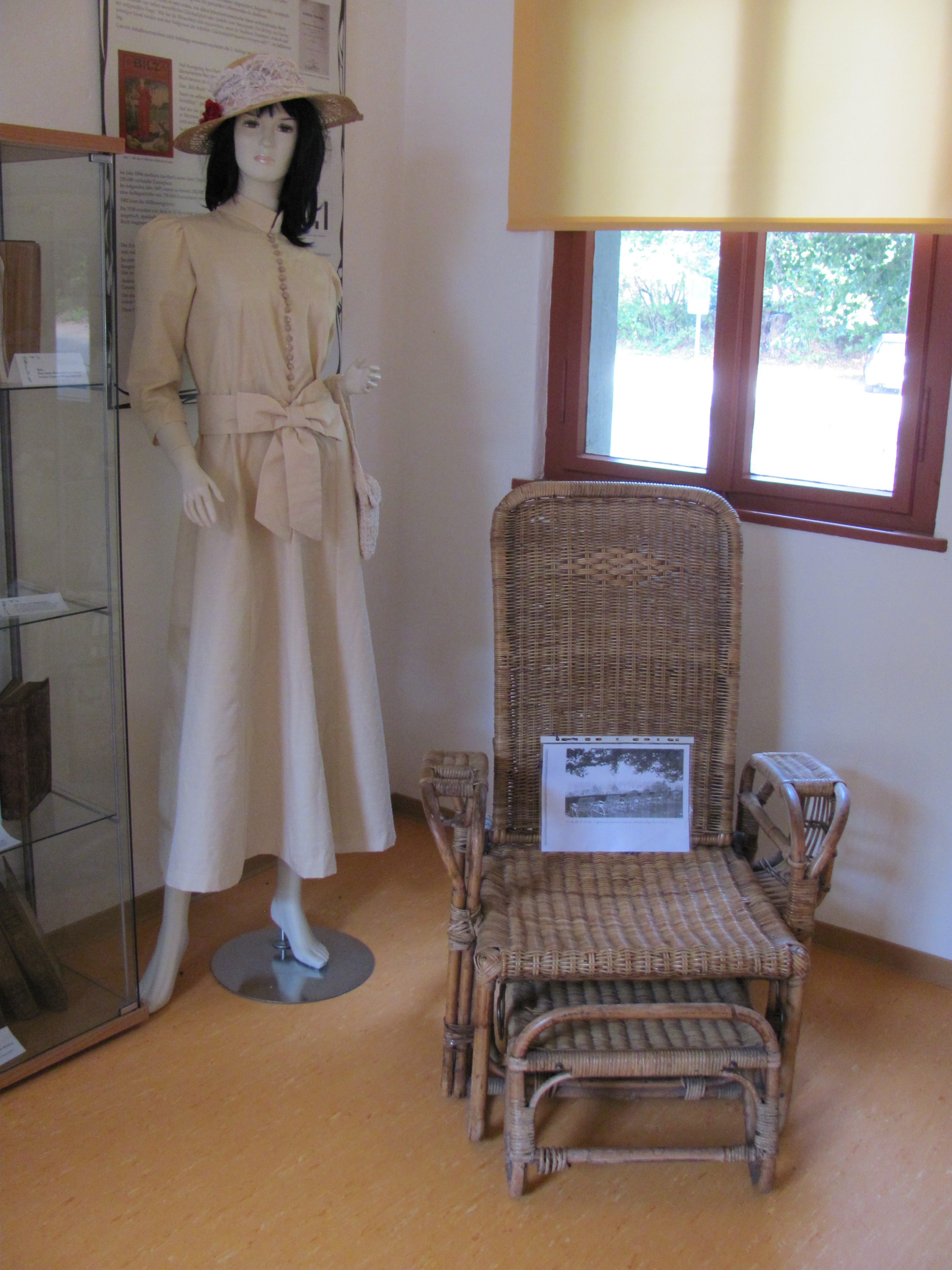
Historischer Sonnenstuhl mit zeitgenössischer Damenkleidung
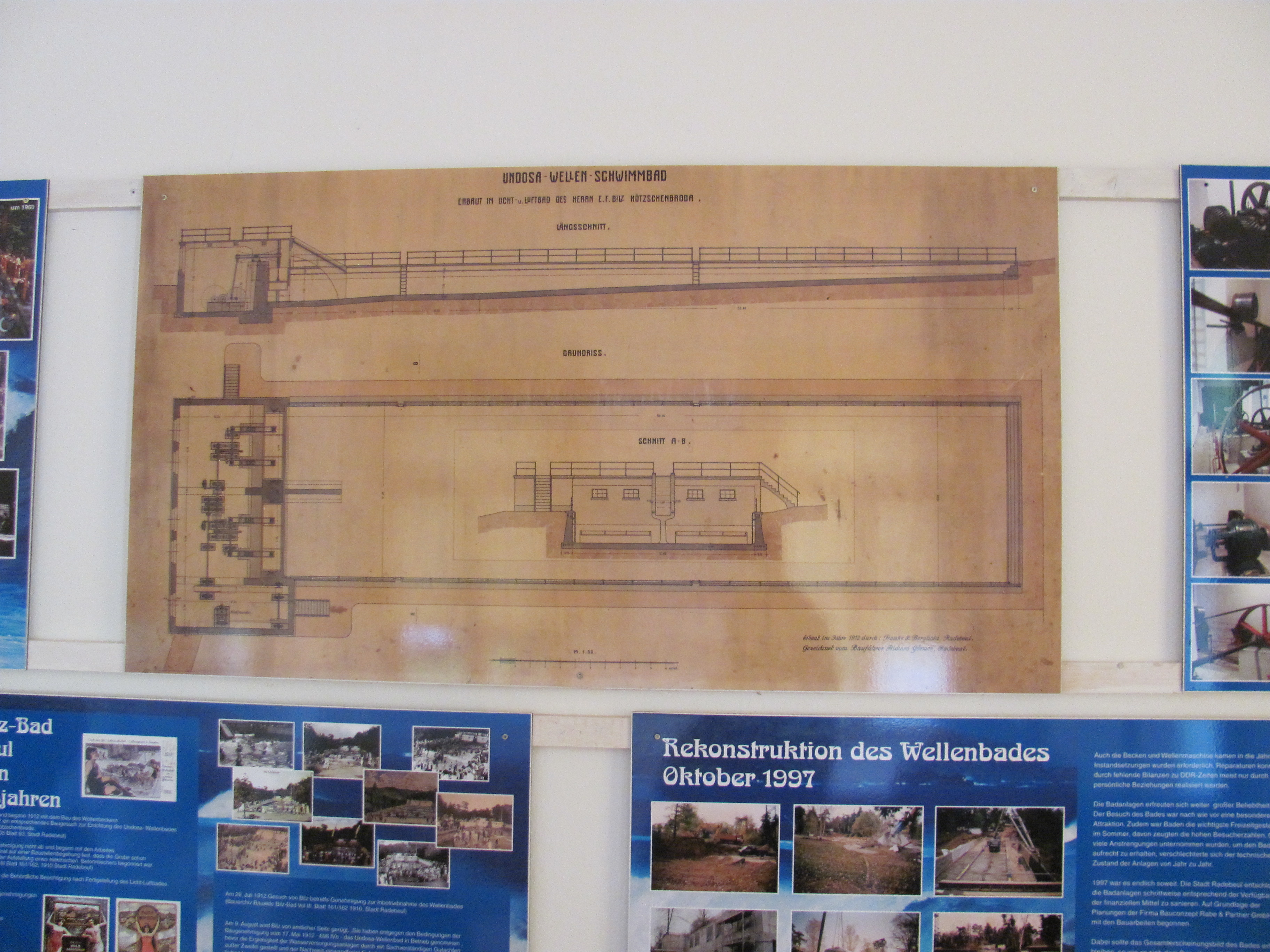
Historischer Bauplan des Undosa-Wellenbads

### Undosa-Wellenbad

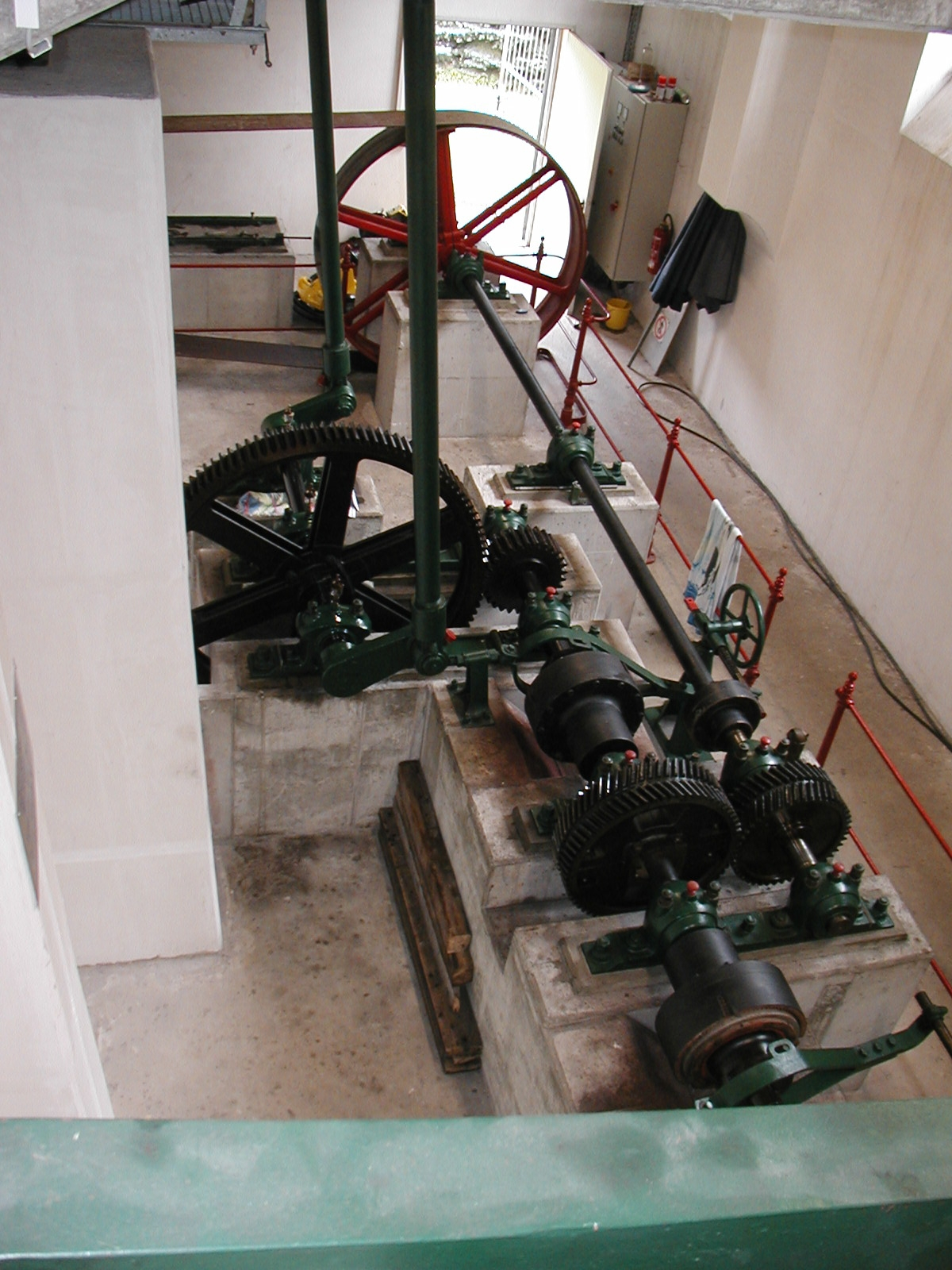
Antrieb der Undosa-Wellenmaschine

Das über hundert Jahre alte Freibad-Becken mit der Undosa-Wellenmaschine steht ebenfalls unter Denkmalschutz.

Hinweisschild zur Undosa-Wellenmaschine
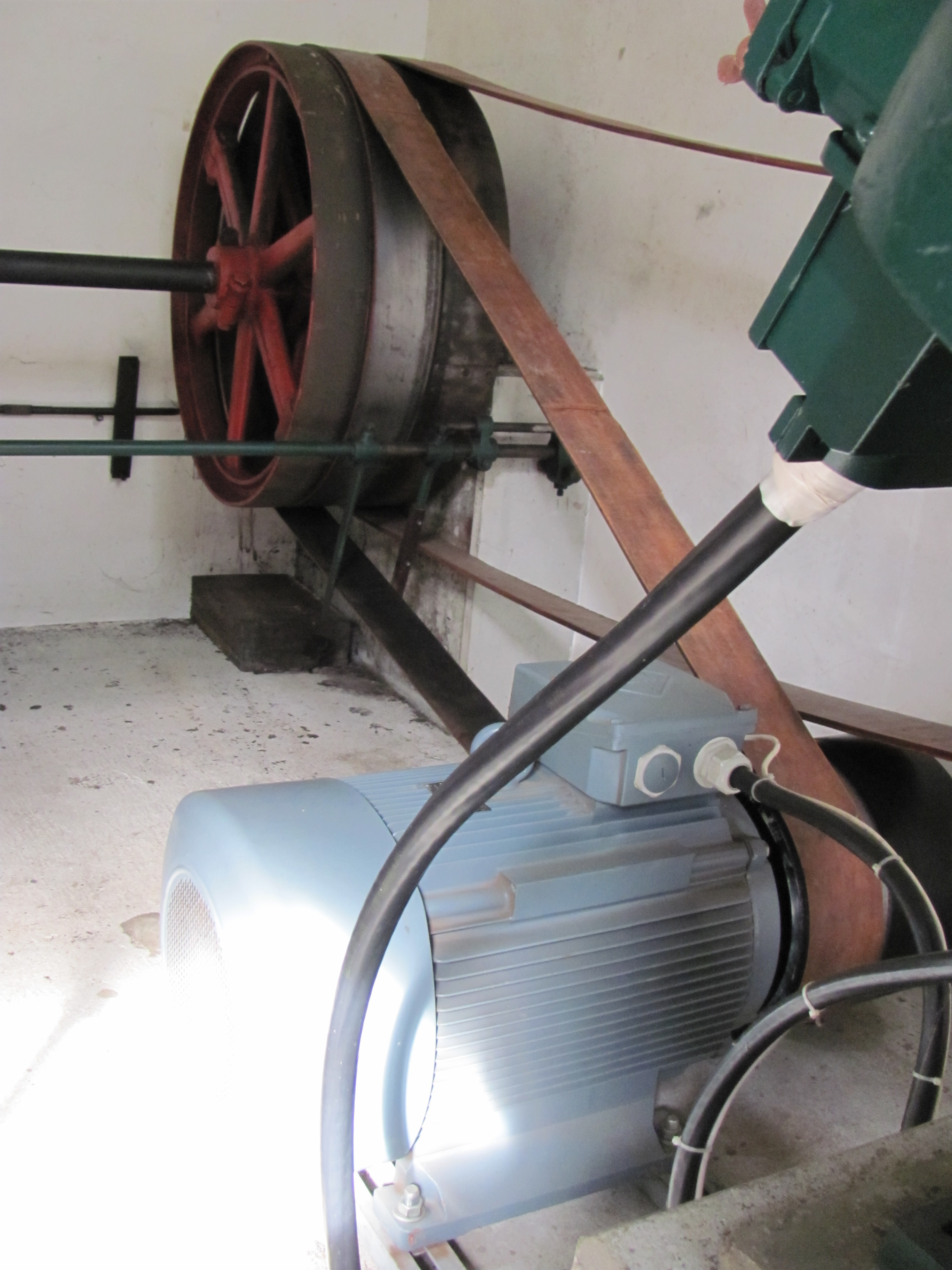
Moderner Antriebsmotor treibt über Lederriemen historisches Schwungrad an
Original-Undosa-Wellenkasten aus Holz
Metall-Wellenkasten nach der Rekonstruktion 1998

## Geschichte
Bilz, seit 1892 Betreiber des in Oberlößnitz gelegenen Bilz-Sanatoriums, wollte dieses durch ein „Licht-Luft-Bad“ ergänzen, das als Volksgesundheitsstätte auch der Öffentlichkeit zugänglich sein sollte. Ab 1903 erwarb Bilz dafür etwa 9 Hektar Land. Am 14. April 1905 beantragte er bei der zuständigen Amtshauptmannschaft: „… einen Waldpark  für Luft- und Sonnenbäder zu errichten, dazu … den Park mittels Bretterwand zwischen Granitsäulen einzufrieden. … Außerdem soll ein Wasserbassin … angelegt werden.“ Ergänzt werden sollte das durch 50 Luftbadezellen, 2 Kegelbahnen, eine Schutzhalle gegen Regen sowie einen Wäscheverwahrschuppen. Die sechs Wochen später erteilte Baugenehmigung hatte zur einzigen Auflage, an dieser Stelle keine Lungenheilstätte zu errichten.
Die vom örtlichen Baumeister Wilhelm Eisold errichtete Anstalt wurde am 25. Juni 1905 als Bilz-Licht-Luft-Bad eröffnet. Im gleichen Jahr erging ein Bauantrag für ein Frauenluftbad, Wirtschafts- und Sanitärgebäude sowie Musikpavillon. Ab 1906 leitete Bilz’ jüngster Sohn Willy Johannes Bilz zusammen mit seiner Frau Margarete Ottilie das Bilzbad. 1907 gab es bereits drei Wasserbassins, 1908 wurde ein Küchengebäude nach Entwurf des Architekten Johannes Heinsius ergänzt. Nach der Errichtung von „Licht-Lufthäuschen“ folgten weitere, nicht genehmigte Bauten, weswegen von den Behörden Geldstrafen verhängt wurden.
Im Jahr 1911 beklagte die Gemeinde Kötzschenbroda, dass „die von Bilz eingereichten Lagepläne durch Nichtausführung geplanter und die Ausführung nicht beantragter Bauten völlig ‚unzuverlässig‘ geworden seien.“
Ab 1912 war das Bilz-Bad auch unter dem Namen Undosa-Wellenbad bekannt, zurückzuführen auf den am 28. Juni 1912 erfolgten Einbau der Undosa-Wellenmaschine (Undosa in deutscher Übersetzung: „die Wellenreiche“). Diese erste Wellenmaschine wurde 1911 auf der Internationalen Hygiene-Ausstellung in Dresden vorgestellt und sofort von Bilz angekauft. Am 29. Juni 1912 beantragte Bilz unter Umgehung der zuständigen Gemeinde direkt bei der Amtshauptmannschaft in Dresden-Neustadt, diese Wellenmaschine einbauen zu dürfen. Mit dem Argument, dass ihm die Gemeinde den Antrag sowieso ablehne, schrieb er: „Ich hoffe, daß die löbliche Amtshauptmannschaft mir diese Gefälligkeit erweist, da meine ganze Anlage der Volksgesundheit dient.“
Das Areal wuchs mit den Jahren auf etwa 30 Hektar an. Die ursprünglich private Zuwegung auf das Gelände vom Lößnitzgrund bzw. der dortigen Bahnstation aus musste Bilz auf öffentlichen Druck hin im Zuge eines Gegengeschäfts der Öffentlichkeit überlassen. Durch die amtliche Verlängerung des Meiereiwegs Richtung Westen bis zum Buchholzweg wurde die Fläche des Bilzbads in zwei Teile geschnitten.
1927/1928 erfolgte durch die Erben von Bilz, die das Bilz-Licht-Luft- und Wellenbad weiter betrieben, nach Erhalt einer Tanz- und Schankerlaubnis der Bau eines Tanz- und Gesellschaftssaals, entworfen von Alfred Tischer. Auf einem Teil der umfangreichen Flächen entstanden ab 1931 durch Pächter Dauerwohnheime sowie Wochenendhäuschen. In den Folgejahrzehnten entwickelte sich das Bilz-Bad ungeordnet zu einer Freibadeanstalt mit Wochenendhäuschen sowie einigen Dauerwohnstätten.
Nach dem Zweiten Weltkrieg leitete Hans-Joachim Bilz (1922–2001) das Bilzbad. 1975 musste dieser es „zum Minimalpreis“ an die Stadt Radebeul verkaufen, seitdem ist es in öffentlicher Hand. Heute wird es durch die Stadtbäder und Freizeitanlagen GmbH Radebeul betrieben, eine selbstständiges Unternehmen der Stadt als Nachfolgerin des ehemaligen Eigenbetriebs.
Im Jahr 1987 standen auf dem Areal des Bilz-Bades 486 Wochenendhäuser, davon 484 in Privatbesitz. In einem davon verbrachte der ehemalige Politiker Emil Zimmermann († 1966) seinen Lebensabend.
Die auch zu DDR-Zeiten von den umliegenden Laubenpächtern weitergeführten Bilzschen Sommerfeste wurden ab 1992 vom Bilz-Bund e. V., unterstützt durch weitere Interessierte, als Bilz-Bad-Fest am letzten Wochenende vor den Sommerferien organisiert.
Zwischen 1992 und 1998 wurde die deutlich reduzierte und sich nur noch auf der Südseite des Meiereiwegs befindliche Freibadeanlage grundlegend saniert, einschließlich der Undosa-Wellenmaschine, die besichtigt werden kann und heute noch benutzt wird. 2012 wurde auch ein neues Nichtschwimmerbecken eröffnet, welches das zuvor wegen Baufälligkeit geschlossene Inselbad ersetzte.
Im Jahr 2015 besuchten knapp 49.000 Besucher das Freibad, in dem 2016 eine Traceboarding-Strecke eröffnet wurde.

## Willy Johannes Bilz
Willy Johannes Bilz, auch Hans Bilz, (* 3. Januar 1884 in Meerane; † 21. Oktober 1965 in Radebeul) war der jüngste Sohn von Friedrich Eduard Bilz, dem späteren Naturheilkundlers, geboren während seiner Zeit in Meerane als Kolonialwarenhändler.
1889 zog Johannes Bilz mit der Familie nach Dresden und 1890 nach Oberlößnitz, heute Stadtteil von Radebeul. Ab 1906 leitete er für das Familien-Konglomerat gemeinsam mit seiner Frau Margarethe Ottilie das Bilz-Licht-Luft-Bad im Lößnitzgrund.
Mit dem Tod seines Bruders Arthur Ewald Bilz, des Direktors des Bilz-Sanatoriums, im Jahr 1941 sollte Johannes Bilz die Leitung des Sanatoriums erhalten, jedoch übernahm im gleichen Jahr die Wehrmacht das Sanatorium als Reservelazarett.
Johannes Bilz wurde auf dem Friedhof Radebeul-Ost im Familiengrab beerdigt.